# Gendgeegijn Batmönch
Gendgeegijn Batmönch (mong. Гэндгээгийн Батмөнх, ur. 10 sierpnia 1944 w ajmaku chubsugulskim) – mongolski biegacz narciarski, olimpijczyk.
Na zimowych igrzyskach olimpijskich w Grenoble wziął udział w biegach na 15 i 30 kilometrów zajmując odpowiednio 52. i 56. pozycję.